# باولا راي
وإسمها الكامل باولا أندريا راي أرسنييجاس (بالإسبانية: Paola Andrea Rey Arciniegas)‏ وهي ممثلة وعارضة أزياء كولومبية ولدت في يوم 19 ديسمبر 1979 في مدينة سان جيل كولومبيا مثلت في مسلسلات أختي الحبيبة و آلام خفية.

## روابط خارجية
- باولا راي على موقع IMDb (الإنجليزية)
- باولا راي على موقع قاعدة بيانات الفيلم (الإنجليزية)